# Provinz Misiones
Misiones ist eine der 23 Provinzen Argentiniens. Sie liegt im Nordosten des Landes an der Grenze zu Paraguay und Brasilien. Südwestlich von Misiones befindet sich die Provinz Corrientes.
Die Provinz ist nach den Missionen der Jesuiten, den sogenannten Jesuitenreduktionen, die sich in der Region befanden, benannt.
Größte touristische Attraktion von Misiones sind die Iguazú-Wasserfälle im äußersten Norden der Provinz an der Grenze zum brasilianischen Bundesstaat Paraná. Sie stehen seit 1984 auf der Liste des Welterbes.
In Misiones befindet sich einer der letzten Reste inneratlantischen Regenwaldes.

## Geografie und Klima

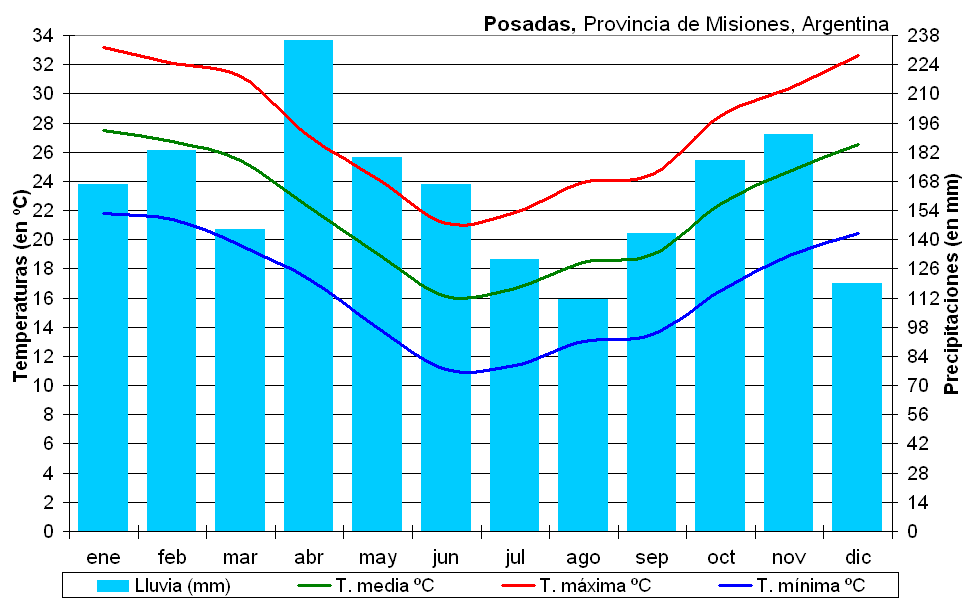
Klimadiagramm von Posadas

Klimadiagramm von Puerto Iguazú

Misiones wird von den beiden Flüssen Paraná und Uruguay eingegrenzt. Nur im Nordosten gibt es einen kurzen Abschnitt, an dem die Grenze nach Brasilien nicht durch ein Gewässer bestimmt ist.
Das Terrain ist hügelig bis bergig. Im Süden und Zentrum der Provinz ist das Bergland von Misiones (Sierra de Misiones) zu nennen, im Norden zieht sich die Sierra de la Victoria von Ost nach West. Die höchste Erhebung ist der Cerro del Rincón mit 843 m, der nahe der Stadt Bernardo de Irigoyen liegt.
Das Gebiet ist mit Ausnahme der landwirtschaftlich genutzten Fläche fast durchgehend von Feucht- und Regenwald bedeckt. Um die sehr artenreiche Flora und Fauna zu schützen, wurde der Nationalpark Iguazú im äußersten Norden eingerichtet. Dort befinden sich die Wasserfälle von Iguazú, die zu den wasserreichsten der Welt gehören und ein beliebtes Ziel des Tourismus darstellen.
Das Klima ist subtropisch und das ganze Jahr über feucht mit relativ geringen jahreszeitlichen Schwankungen. Die Temperatur liegt im Sommer bei durchschnittlich 26 °C und im Winter zwischen 15 und 17 °C. Die Niederschlagsmenge liegt zwischen 1500 und 1800 mm im Jahr.

## Wirtschaftlich bedeutende Städte
- Posadas, Hauptstadt der Provinz mit etwa 275.000 Einwohnern, Verwaltungs- und Industriestandort.
- Oberá, agroindustriell geprägte Stadt im zentralen Hügelland, etwa 60.000 Einwohner.
- Eldorado im Nordwesten der Provinz, landwirtschaftlich geprägte ehemalige deutsche Kolonie, etwa 50.000 Einwohner.
- Puerto Iguazú, Grenzstadt zu Brasilien nahe dem Nationalpark Iguazú, geprägt von Handel und Tourismus, etwa 35.000 Einwohner.

## Geschichte
Die Provinz wurde nach den Missionen der Jesuiten, den sogenannten Jesuitenreduktionen, die sich in der Zeit von 1609 bis 1767 in der Region befanden, benannt. Ab 1768 wurden die Reduktionen von der spanischen Kolonialverwaltung geleitet. Von den 15 Reduktionen in Argentinien befanden sich elf in Misiones. Vier von ihnen wurden 1984 von der UNESCO auf die Liste der Welterbe gesetzt: San Ignacio Miní, Nuestra Señora de Santa Ana, Nuestra Señora de Loreto, Santa María la Mayor.
1814 erklärte Gervasio Posadas, der Führer der Vereinigten Provinzen des Rio de la Plata, dass Misiones an das argentinische Corrientes angegliedert werde (zu diesem Zeitpunkt war Argentinien zwar quasi unabhängig, aber nominell immer noch eine spanische Kolonie). Argentinien übte de facto keine Kontrolle über Misiones aus, das von mehreren Ländern beansprucht wurde und sich praktisch selbst regierte. Im Jahr 1830 übernahmen argentinische Streitkräfte aus der Provinz Corrientes die Kontrolle über Misiones.
1838 besetzte Paraguay Misiones und beanspruchte das Gebiet mit der Begründung, die Bevölkerung von Misiones bestehe aus indigenen Guarani, der größten ethnischen Gruppe Paraguays. Im Jahr 1865 fielen paraguayische Truppen erneut in Misiones ein, was zum Tripel-Allianz-Krieg (bis 1870) führte. Nach der Niederlage Paraguays und dem Friedensabkommen mit Argentinien (das schließlich 1876 unterzeichnet wurde) gab Paraguay seinen Anspruch auf das Gebiet von Misiones auf.
In der Folge kam es zur Zuwanderung vor allem aus Europa, hauptsächlich über Südbrasilien. Andere kamen aus Buenos Aires und aus Osteuropa, insbesondere eine große Zahl von Polen und Ukrainern.
1953 erhielt das Territorio Nacional de Misiones gemäß dem Gesetz 14.294 den Status einer Provinz und seine Verfassung wurde am 21. April 1958 angenommen.

## Politik und Verwaltung
Die Provinz Misiones ist eine der 23 Provinzen des Landes. Argentinien ist ein demokratischer Bundesstaat (föderaler Staat) mit starker Stellung des Staatspräsidenten (präsidentielles Regierungssystem) und weitreichender Autonomie der Provinzen und der autonomen Stadt Buenos Aires. So haben die sich als Gliedstaaten verstehenden Provinzen jeweils eine eigene, der Bundesverfassung untergeordnete Verfassung und besitzen eigene Exekutiven sowie eigene Legislativen. Auch die Gerichtsbarkeit wird unterhalb der Bundesebene auch auf Gliedstaatenebene organisiert. Die entsprechende Verfassung Argentiniens stammt aus dem Jahr 1853.

### Verwaltungsgliederung

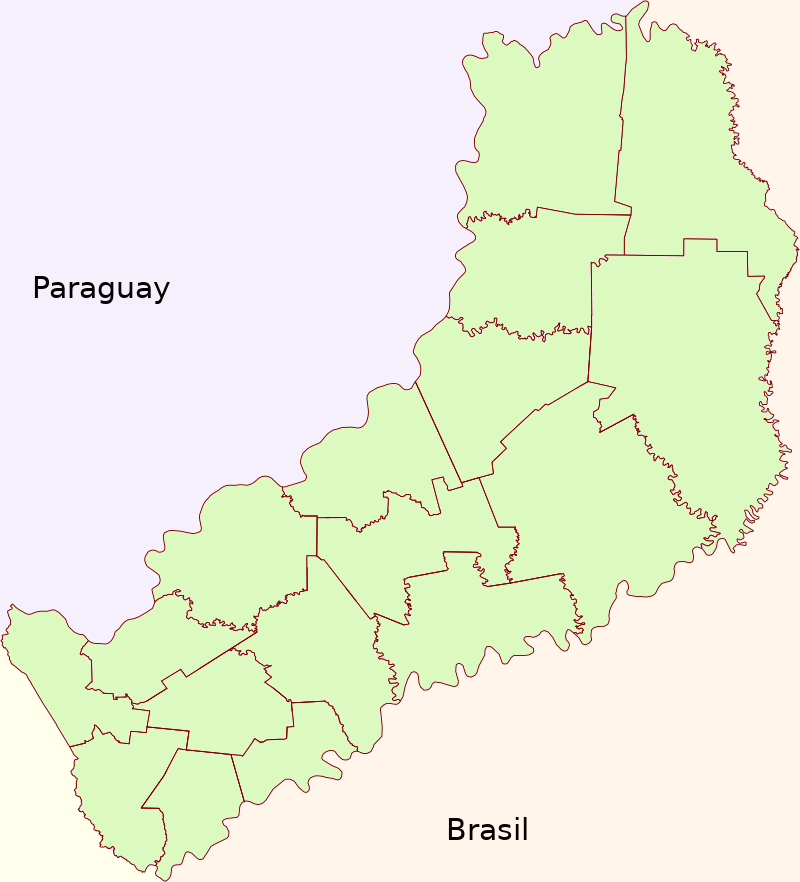
Provinz Misiones – Verwaltungsgliederung

Die Provinz Misiones ist in 17 Departamentos gegliedert, denen 75 Gemeinden (Municipios) zugeordnet sind. Im System angrenzender Gemeindeterritorien umfassen diese die gesamte Fläche der Provinz.
Die Provinzverfassung wurde am 21. April 1958 verabschiedet und erkennt die Autonomie der Gemeinden an. Die Gemeinden wurden in solche der 1. Kategorie (mehr als 10.000 Einwohner) und der 2. Kategorie (5.000 bis 10.000 Einwohner) aufgeteilt.
| Departamento                  | Hauptstadt              | Fläche in km² | Einwohner (2022) |
| Apóstoles                     | Apóstoles               | 1.035         | 050.597          |
| Cainguás                      | Campo Grande            | 1.558         | 059.953          |
| Candelaria                    | Santa Ana               | 0.913         | 035.318          |
| Capital                       | Posadas                 | 0.932         | 392.919          |
| Concepción                    | Concepción de la Sierra | 0.752         | 0010.348         |
| Eldorado                      | Eldorado                | 1.927         | 091.728          |
| General Manuel Belgrano       | Bernardo de Irigoyen    | 3.331         | 045.570          |
| Guaraní                       | El Soberbio             | 3.305         | 077.160          |
| Iguazú                        | Puerto Esperanza        | 2.736         | 0100.096         |
| Leandro N. Alem               | Leandro N. Alem         | 1.070         | 049.797          |
| Libertador General San Martín | Puerto Rico             | 1.451         | 052.428          |
| Montecarlo                    | Montecarlo              | 1.770         | 038.669          |
| Oberá                         | Oberá                   | 1.564         | 121.701          |
| San Ignacio                   | San Ignacio             | 1.662         | 063.394          |
| San Javier                    | San Javier              | 640           | 023.503          |
| San Pedro                     | San Pedro               | 3.426         | 034.801          |
| Veinticinco de Mayo           | Alba Posse              | 1.629         | 030.891          |